# Bataille de Beringia
Première Guerre mondiale
Batailles
Front africain
- Laï (8-1914)
- Sandfontein (9-1914)
- Tanga (11-1914)
- Naulila (12-1914)
- Jassin (1-1915)
- Gibeon (4-1915)
- Bukoba (6-1915)
- Mongua (8-1915)
- Salaita (2-1916)
- Beringia (5-1916)
- Negomano (11-1917)

Front d'Europe de l'Ouest
Front italien
Front d'Europe de l'Est
Front des Balkans
Front du Moyen-Orient
Bataille de l'Atlantique
La bataille de Beringia est livrée le 22 mai 1916, pendant la Première Guerre mondiale (1914-1918), durant la rébellion d'Ali Dinar sultan du Darfour. 

## Les prémices
Le sultanat du Darfour, en théorie indépendant ne bénéficie en réalité que d'un statut d'autonomie dont Ali Dinar, hostile à la domination britannique sur le Soudan, a du mal à se satisfaire. Les Britanniques redoutent qu'il ne profite des  difficultés rencontrées par leurs troupes face à l'armée ottomane au Moyen-Orient et à Gallipoli pour secouer le joug qui assujettit son pays. En 1915, il refuse d'ailleurs de payer le tribut que lui imposent les Britanniques et tient des discours dans lesquels il vilipende les Occidentaux et prône la défense de l'islam traditionnel, laissant ainsi à penser à ses adversaires qu'il s'aligne sur la politique de panislamisme et d'appel au djihad lancés par les autorités de Constantinople le 14 novembre 1914. Considéré dès lors comme une menace sur leurs arrières d'autant plus dangereuse que les Senoussis, soutenus par les Allemands et les Turcs, sont en révolte en Égypte et en Libye, les Britanniques décident d'agir militairement contre lui.

## La bataille
Le lieutenant-colonel Kelly se voit confier le commandement des forces anglo-égyptiennes, qui s'élèvent à 3 000 hommes environ, engagées contre le sultan et ses partisans. Le 16 mars 1916, son armée pénètre dans le Darfour, bouscule les troupes darfouriennes et marche sur El Fasher la capitale du sultanat. La bataille décisive a lieu le 22 mai, lorsque le troupes adverses s'affrontent à Beringia, village situé à une vingtaine de kilomètres d'El Fasher et autour duquel les Darfouriens se sont retranchés. Les partisans d'Ali Dinar opposent une résistance farouche à leurs ennemis, les Britanniques soulignant dans leurs rapports que les guerriers « se sont battus avec la bravoure coutumière des Soudanais ». Le fer de lance de l'armée darfourienne est constituée d'un corps d'élite de 2 500 fantassins, autour duquel s'agrègent des groupes hétérogènes de guerriers nombreux mais pauvrement armés. La puissance de feu et la discipline des Britanniques emportent la décision, l'armée du Darfour est anéantie et laisse la moitié de son effectif sur le champ de bataille.

## Les conséquences
Ali Dinar est contraint de fuir tandis que sa capitale est occupée le lendemain par les Anglo-Égyptiens. Tout en livrant une guérilla sporadique contre les envahisseurs de son territoire, il tente à plusieurs reprises de négocier avec eux mais ses exigences étant jugées inacceptables, elles sont rejetées. Il est traqué sans relâche, rattrapé et tué au combat le 6 novembre 1916.
La défaite d'Ali Dinar sonne le glas le l'autonomie du Darfour; le sultanat est intégré au Soudan anglo-égyptien.

## Sources
- Rémy Porte, Du Caire à Damas : Français et Anglais au Proche-Orient, 1914-1919, Paris, 14-18 éditions, 2008, 388 p. (ISBN 978-2-916385-11-2)
- Gérard Prunier, Le Darfour : un génocide ambigu, Paris, La Table ronde, 2005, 267 p. (ISBN 978-2-7103-2814-8)